# 미티
미티(1982년 11월 10일 ~ )는 대한민국의 만화가, 작사가이다. 본명은 홍승표이다.

## 학력
- 한성대학교 영어영문학과 중퇴

## 작품
- 남기한 엘리트 만들기 완결
- 고삼이 집나갔다 완결
- 악플게임 완결
- 일등당첨 완결
- 《야부리맨》 완결
- 《컨트롤제트》 완결
- 《한번 더 해요》
- 《니편내편》
- 맘마미안

## 논란
네이버 앱 홍보 릴레이 웹툰 《앱피소드》의 미티가 그런 편에서 《고삼이 집나갔다》의 주인공 이고삼이 정다정의 만화 《역전! 야매요리》에 나오는 요리사 야매토끼가 만들어주는 음식을 받아 먹는 장면이 문제가 되었다. 야매토끼는 이고삼이 음식투정을 하며 먹는 모습을 뒤에서 바라보며 수줍은 표정과 함께 ‘이 남자, 갖고 싶다.’라는 생각을 한다. 그러나 이때 야매토끼가 다리를 벌리고 서 있는데, 다리 사이에서 액체가 떨어지는 그림을 그려 성희롱이라는 논란이 벌어졌다. 미티는 블로그를 통해 “해당 그림은 ‘성희롱’이 아니라 인터넷에서 돌아다니는 인기 사진을 패러디하는 과정에서 벌어진 ‘해프닝’이다.”라며 해명했으며, “여성 비하 의도는 전혀 없었다. 앞으로는 더욱더 주의해 작품 할 수 있도록 하겠다."며 사과문을 올린 뒤, 해당 그림의 액체 부분을 수정했다.